# Porroglossum lycinum
Porroglossum lycinum är en orkidéart som beskrevs av Carlyle August Luer. Porroglossum lycinum ingår i släktet Porroglossum och familjen orkidéer. Inga underarter finns listade i Catalogue of Life.